# Nigramma todaroides
Nigramma todaroides är en fjärilsart som beskrevs av Embrik Strand 1917. Nigramma todaroides ingår i släktet Nigramma och familjen nattflyn. Inga underarter finns listade i Catalogue of Life.